# Perisphaerus punctatus
Perisphaerus punctatus är en kackerlacksart som beskrevs av Bei-Bienko 1969. Perisphaerus punctatus ingår i släktet Perisphaerus och familjen jättekackerlackor. Inga underarter finns listade i Catalogue of Life.